# 还砚亭
还砚亭，位于中国广东省湛江市河头镇双村，为遂溪县的一个县级文物保护单位，类型为近现代重要史迹及代表性建筑，公布时间为2002年1月7日。
还砚亭的历史年代为现代。